# Giải thưởng Cầu thủ nam xuất sắc nhất năm của UEFA

Biểu tượng danh hiệu Giải thưởng Cầu thủ xuất sắc nhất UEFA

Giải thưởng Cầu thủ nam xuất sắc nhất năm của UEFA là một giải thưởng bóng đá dành cho một cầu thủ đang chơi bóng cho một câu lạc bộ tại châu Âu được xem là xuất sắc nhất mùa bóng trước đó. Giải thưởng này do UEFA thiết lập năm 2011, nhằm khôi phục lại giải thưởng Quả bóng vàng châu Âu, vốn đã được kết hợp với giải thưởng Cầu thủ xuất sắc nhất năm của FIFA năm 2010 thành giải thưởng Quả bóng vàng FIFA. Nó cũng thay thế cho giải thưởng Cầu thủ xuất sắc nhất mùa bóng của UEFA.
Cầu thủ mở đầu cho danh hiệu này là Lionel Messi vào năm 2011.

## Tiêu chuẩn
Theo UEFA, giải thưởng "công nhận cầu thủ xuất sắc nhất, không kể quốc tịch nước nào, đang chơi bóng cho một câu lạc bộ thuộc một liên đoàn thành viên UEFA trong suốt mùa bóng trước đó." Các cầu thủ được đánh giá qua màn trình diễn của họ trong tất cả các giải đấu thuộc châu âu, trong nước và quốc tế, tại câu lạc bộ và đội tuyển quốc gia trong suốt mùa bóng.

## Bầu chọn
Cách thức bầu chọn giải thưởng này giống như Quả bóng vàng châu Âu, được quyết định hoàn toàn bởi các nhà báo.
Ở vòng đầu tiên, 53 nhà báo thể thao đại diện cho mỗi liên đoàn thành viên của UEFA cung cấp một danh sách 3 cầu thủ xếp hạng cao nhất từ một đến ba của họ, với cầu thủ thứ nhất, nhì, ba sẽ được nhận số điểm 5, 3, 1 tương ứng. Ba cầu thủ có tổng số điểm cao nhất sẽ được vào danh sách rút gọn.
Vòng hai cũng được quyết định bởi các nhà báo, trực tiếp thông qua việc bỏ phiếu điện tử trong quá trình buổi lễ diễn ra.

## Những người chiến thắng

### Danh sách
| Năm                                 | Cầu thủ                          | Câu lạc bộ                       |
| UEFA Best Player in Europe Award    | UEFA Best Player in Europe Award | UEFA Best Player in Europe Award |
| ----------------------------------- | -------------------------------- | -------------------------------- |
| 2010–11                             | Lionel Messi                     | Barcelona                        |
| 2011–12                             | Andrés Iniesta                   | Barcelona                        |
| 2012–13                             | Franck Ribéry                    | Bayern München                   |
| 2013–14                             | Cristiano Ronaldo                | Real Madrid                      |
| 2014–15                             | Lionel Messi                     | Barcelona                        |
| 2015–16                             | Cristiano Ronaldo                | Real Madrid                      |
| UEFA Men's Player of the Year Award |                                  |                                  |
| 2016–17                             | Cristiano Ronaldo                | Real Madrid                      |
| 2017–18                             | Luka Modrić                      | Real Madrid                      |
| 2018–19                             | Virgil van Dijk                  | Liverpool                        |
| 2019–20                             | Robert Lewandowski               | Bayern München                   |
| 2020–21                             | Jorginho                         | Chelsea                          |
| 2021–22                             | Karim Benzema                    | Real Madrid                      |
| 2022–23                             | Erling Haaland                   | Manchester City                  |

      Người chiến thắng       Danh sách rút gọn

### 2010–11
| Hạng | Cầu thủ            | Vòng một | Vòng hai | Câu lạc bộ        |
| ---- | ------------------ | -------- | -------- | ----------------- |
| 1    | Lionel Messi       | –        | 39       | Barcelona         |
| 2    | Xavi Hernández     | –        | 11       | Barcelona         |
| 3    | Cristiano Ronaldo  | –        | 3        | Real Madrid       |
| 4    | Andrés Iniesta     | 33       | –        | Barcelona         |
| 5    | Radamel Falcao     | 17       | –        | Porto             |
| 6    | Wayne Rooney       | 15       | –        | Manchester United |
| 7    | Nemanja Vidić      | 5        | –        | Manchester United |
| 8    | Zlatan Ibrahimović | 4        | –        | Milan             |
| 9    | Gerard Piqué       | 4        | –        | Barcelona         |
| 10   | Manuel Neuer       | 3        | –        | Schalke 04        |

### 2011–12
| Hạng | Cầu thủ           | Vòng một | Vòng hai | Câu lạc bộ      |
| ---- | ----------------- | -------- | -------- | --------------- |
| 1    | Andrés Iniesta    | –        | 19       | Barcelona       |
| 2    | Lionel Messi      | –        | 17       | Barcelona       |
| 2    | Cristiano Ronaldo | –        | 17       | Real Madrid     |
| 4    | Andrea Pirlo      | 90       | –        | Juventus        |
| 5    | Xavi Hernández    | 57       | –        | Barcelona       |
| 6    | Iker Casillas     | 53       | –        | Real Madrid     |
| 7    | Didier Drogba     | 31       | –        | Chelsea         |
| 8    | Petr Čech         | 14       | –        | Chelsea         |
| 9    | Radamel Falcao    | 14       | –        | Atlético Madrid |
| 10   | Mesut Özil        | 10       | –        | Real Madrid     |

### 2012–13
| Hạng | Cầu thủ                | Vòng một | Vòng hai | Câu lạc bộ        |
| ---- | ---------------------- | -------- | -------- | ----------------- |
| 1    | Franck Ribéry          | –        | 36       | Bayern München    |
| 2    | Lionel Messi           | –        | 14       | Barcelona         |
| 3    | Cristiano Ronaldo      | –        | 3        | Real Madrid       |
| 4    | Arjen Robben           | 57       | –        | Bayern München    |
| 5    | Robert Lewandowski     | 39       | –        | Borussia Dortmund |
| 6    | Thomas Müller          | 38       | –        | Bayern München    |
| 7    | Bastian Schweinsteiger | 32       | –        | Bayern München    |
| 8    | Gareth Bale            | 24       | –        | Tottenham         |
| 9    | Zlatan Ibrahimović     | 14       | –        | Paris SG          |
| 10   | Robin van Persie       | 10       | –        | Manchester United |

### 2013–14
| Hạng | Cầu thủ           | Vòng một | Vòng hai | Câu lạc bộ         |
| ---- | ----------------- | -------- | -------- | ------------------ |
| 1    | Cristiano Ronaldo | –        | 25       | Real Madrid        |
| 2    | Manuel Neuer      | –        | 18       | Bayern München     |
| 3    | Arjen Robben      | –        | 9        | Bayern München     |
| 4    | Thomas Müller     | 39       | –        | Bayern München     |
| 5    | Philipp Lahm      | 24       | –        | Bayern München     |
| 5    | Lionel Messi      | 24       | –        | Barcelona          |
| 7    | James Rodríguez   | 16       | –        | Monaco             |
| 8    | Luis Suárez       | 13       | –        | Liverpool          |
| 9    | Ángel di María    | 12       | –        | Real Madrid        |
| 10   | Diego Costa       | 8        | –        | Atlético de Madrid |

### 2014–15
| Hạng | Cầu thủ           | Vòng một | Vòng hai | Câu lạc bộ  |
| ---- | ----------------- | -------- | -------- | ----------- |
| 1    | Lionel Messi      | –        | 49       | Barcelona   |
| 2    | Luis Suárez       | –        | 3        | Barcelona   |
| 3    | Cristiano Ronaldo | –        | 2        | Real Madrid |
| 4    | Gianluigi Buffon  | 24       | –        | Juventus    |
| 5    | Neymar            | 23       | –        | Barcelona   |
| 6    | Eden Hazard       | 21       | –        | Chelsea     |
| 7    | Andrea Pirlo      | 12       | –        | Juventus    |
| 8    | Arturo Vidal      | 11       | –        | Juventus    |
| 9    | Carlos Tévez      | 8        | –        | Juventus    |
| 10   | Paul Pogba        | 5        | –        | Juventus    |

### 2015–16
| Hạng | Cầu thủ           | Vòng một | Vòng hai | Câu lạc bộ         |
| ---- | ----------------- | -------- | -------- | ------------------ |
| 1    | Cristiano Ronaldo | –        | 40       | Real Madrid        |
| 2    | Antoine Griezmann | –        | 8        | Atlético de Madrid |
| 3    | Gareth Bale       | –        | 7        | Real Madrid        |
| 4    | Luis Suárez       | 29       | –        | Barcelona          |
| 5    | Lionel Messi      | 25       | –        | Barcelona          |
| 6    | Gianluigi Buffon  | 19       | –        | Juventus           |
| 7    | Pepe              | 9        | –        | Real Madrid        |
| 8    | Manuel Neuer      | 6        | –        | Bayern München     |
| 9    | Toni Kroos        | 5        | –        | Real Madrid        |
| 10   | Thomas Müller     | 2        | –        | Bayern München     |

### 2016–17
| Hạng | Cầu thủ            | Vòng một | Vòng chung kết | Câu lạc bộ        |
| ---- | ------------------ | -------- | -------------- | ----------------- |
| 1    | Cristiano Ronaldo  | –        | 482            | Real Madrid       |
| 2    | Lionel Messi       | –        | 141            | Barcelona         |
| 3    | Gianluigi Buffon   | –        | 109            | Juventus          |
| 4    | Luka Modrić        |          | –              | Real Madrid       |
| 5    | Toni Kroos         |          | –              | Real Madrid       |
| 6    | Paulo Dybala       |          | –              | Juventus          |
| 7    | Sergio Ramos       |          | –              | Real Madrid       |
| 8    | Kylian Mbappé      |          | –              | Monaco            |
| 9    | Robert Lewandowski |          | –              | Bayern Munich     |
| 10   | Zlatan Ibrahimović |          | –              | Manchester United |

### 2017–18
| Hạng | Cầu thủ           | Điểm | Câu lạc bộ          |
| ---- | ----------------- | ---- | ------------------- |
| 1    | Luka Modrić       | 313  | Real Madrid         |
| 2    | Cristiano Ronaldo | 223  | Real Madrid         |
| 3    | Mohamed Salah     | 134  | Liverpool           |
| 4    | Antoine Griezmann | 72   | Atlético Madrid     |
| 5    | Lionel Messi      | 55   | Barcelona           |
| 6    | Kylian Mbappé     | 43   | Paris Saint-Germain |
| 7    | Kevin De Bruyne   | 28   | Manchester City     |
| 8    | Raphaël Varane    | 23   | Real Madrid         |
| 9    | Eden Hazard       | 15   | Chelsea             |
| 10   | Sergio Ramos      | 12   | Real Madrid         |

### 2018–19
| Hạng | Cầu thủ           | Điểm | Câu lạc bộ      |
| ---- | ----------------- | ---- | --------------- |
| 1    | Virgil van Dijk   | 305  | Liverpool       |
| 2    | Lionel Messi      | 207  | Barcelona       |
| 3    | Cristiano Ronaldo | 74   | Juventus        |
| 4    | Alisson           | 57   | Liverpool       |
| 5    | Sadio Mané        | 51   | Liverpool       |
| 6    | Mohamed Salah     | 49   | Liverpool       |
| 7    | Eden Hazard       | 38   | Chelsea         |
| 8    | Frenkie de Jong   | 27   | Ajax            |
| 8    | Matthijs de Ligt  | 27   | Ajax            |
| 10   | Raheem Sterling   | 12   | Manchester City |

### 2019–20
| Hạng | Cầu thủ            | Điểm | Câu lạc bộ          |
| ---- | ------------------ | ---- | ------------------- |
| 1    | Robert Lewandowski | 477  | Bayern Munich       |
| 2    | Kevin De Bruyne    | 90   | Manchester City     |
| 3    | Manuel Neuer       | 66   | Bayern Munich       |
| 4    | Lionel Messi       | 53   | Barcelona           |
| 4    | Neymar             | 53   | Paris Saint-Germain |
| 6    | Thomas Müller      | 41   | Bayern Munich       |
| 7    | Kylian Mbappé      | 39   | Paris Saint-Germain |
| 8    | Thiago             | 27   | Bayern Munich       |
| 9    | Joshua Kimmich     | 26   | Bayern Munich       |
| 10   | Cristiano Ronaldo  | 25   | Juventus            |

### 2020–21
| Hạng | Cầu thủ              | Điểm | Câu lạc bộ          |
| ---- | -------------------- | ---- | ------------------- |
| 1    | Jorginho             | 175  | Chelsea             |
| 2    | Kevin De Bruyne      | 167  | Manchester City     |
| 3    | N'Golo Kanté         | 160  | Chelsea             |
| 4    | Lionel Messi         | 148  | Barcelona           |
| 5    | Robert Lewandowski   | 140  | Bayern Munich       |
| 6    | Gianluigi Donnarumma | 49   | Milan               |
| 7    | Kylian Mbappé        | 31   | Paris Saint-Germain |
| 8    | Raheem Sterling      | 18   | Manchester City     |
| 9    | Cristiano Ronaldo    | 16   | Juventus            |
| 10   | Erling Haaland       | 15   | Borussia Dortmund   |

### 2021–22
| Hạng | Cầu thủ                | Điểm | Câu lạc bộ          |
| ---- | ---------------------- | ---- | ------------------- |
| 1    | Karim Benzema          | 523  | Real Madrid         |
| 2    | Kevin De Bruyne        | 122  | Manchester City     |
| 3    | Thibaut Courtois       | 118  | Real Madrid         |
| 4    | Robert Lewandowski     | 54   | Bayern Munich       |
| 5    | Luka Modrić            | 52   | Real Madrid         |
| 6    | Sadio Mané             | 51   | Liverpool           |
| 7    | Mohamed Salah          | 46   | Liverpool           |
| 8    | Kylian Mbappé          | 25   | Paris Saint-Germain |
| 9    | Vinícius Júnior        | 21   | Real Madrid         |
| 10   | Virgil van Dijk        | 19   | Liverpool           |
| 11   | Bernardo Silva         | 7    | Manchester City     |
| 12   | Filip Kostić           | 7    | Eintracht Frankfurt |
| 13   | Lorenzo Pellegrini     | 5    | Roma                |
| 14   | Trent Alexander-Arnold | 2    | Liverpool           |
| 15   | Fabinho                | 1    | Liverpool           |

#### 2022–23
| Hạng | Cầu thủ             | Điểm | Câu lạc bộ             |
| ---- | ------------------- | ---- | ---------------------- |
| 1    | Erling Haaland      | 352  | Manchester City        |
| 2    | Lionel Messi        | 227  | Inter Miami            |
| 3    | Kevin De Bruyne     | 225  | Manchester City        |
| 4    | İlkay Gündoğan      | 129  | Manchester City        |
| 5    | Rodri               | 110  | Manchester City        |
| 6    | Kylian Mbappé       | 82   | Paris Saint-Germain    |
| 7    | Luka Modrić         | 33   | Real Madrid            |
| 8    | Marcelo Brozović    | 20   | Inter Milan            |
| 9    | Declan Rice         | 14   | West Ham United        |
| 10   | Alexis Mac Allister | 12   | Brighton & Hove Albion |
| 11   | Jesús Navas         | 6    | Sevilla                |

### Theo người chơi
| Cầu thủ            | Người chiến thắng | Thứ hai | Thứ ba |
| ------------------ | ----------------- | ------- | ------ |
| Cristiano Ronaldo  | 3                 | 2       | 4      |
| Lionel Messi       | 2                 | 5       | —      |
| Andrés Iniesta     | 1                 | —       | —      |
| Franck Ribéry      | 1                 | —       | —      |
| Luka Modrić        | 1                 | —       | —      |
| Virgil van Dijk    | 1                 | —       | —      |
| Robert Lewandowski | 1                 | —       | —      |
| Jorginho           | 1                 | —       | —      |
| Karim Benzema      | 1                 | —       | —      |
| Erling Haaland     | 1                 | —       | —      |

## Liên kết khác
- Official site